# Taalwet gerechtszaken
De wet van 15 juni 1935 op het gebruik der talen in gerechtszaken regelt in het kader van de taalwetgeving in België het gebruik van de talen in Belgische gerechtszaken. De wet geldt voor alle rechtbanken en schrijft voor waar welke landstaal gebruikt moet worden: Nederlands, Frans of Duits. Vanzelfsprekend gaat de wet voort op de grondwettelijke indeling van België in vier taalgebieden: het Nederlandse, het Franse, het Duitse en het tweetalig gebied Brussel-Hoofdstad.
Voor het taalgebruik in bestuurszaken en in het onderwijs gelden andere specifieke wetten.

## Inhoud
In de Vlaamse arrondissementen wordt de gehele rechtspleging in het Nederlands gevoerd.  In de Waalse arrondissementen gebeurt dat in het Frans behalve voor de rechtbanken in het arrondissement Eupen waar Duits de taal van de rechtspleging is.  Voor het gerechtelijk arrondissement Brussel is er een ingewikkelde regeling.  Dit gerechtelijk arrondissement bevat namelijk eentalig Nederlandse gemeenten en tweetalige gemeenten (Nederlands-Frans).
De partijen kunnen eenstemmig vragen dat de rechtspleging wordt voortgezet in een andere taal. De zaak wordt dan doorverwezen naar een rechtbank van het andere taalgebied. In Brussel-Hoofdstad mag de verweerder of de verdediging vragen de zaak in een andere taal dan de taal die de inleider gekozen heeft, voort te zetten; de rechter beslist. Als er meerdere verweerders zijn, wat in strafzaken veelal het geval is, kan de taal van de meerderheid doorslaggevend zijn voor de keuze van de taal van het proces. Verdachten die die taal niet of onvoldoende machtig zijn, kunnen een vertaling krijgen. 
Voor al de burgerlijke rechtbanken en ondernemingsrechtbanken mogen de verschijnende partijen mondeling de taal spreken die zij verkiezen. Als de rechter die taal niet verstaat, doet hij een beroep op een beëdigd tolk.
De wet legt ook voor het Brussels Hoofdstedelijk Gewest de verhouding vast tussen Nederlandstalige en Franstalige magistraten en het aantal van hen dat de andere taal moet kennen. Ook in sommige rechtbanken buiten Brussel-Hoofdstad, vooral in de arrondissementen met faciliteitengemeenten moeten er magistraten zijn die een andere landstaal verstaan.

## Afzwakking
Onder de regering-Michel I werd de handhaving van de Taalwet Gerechtszaken gevoelig afgezwakt in het kader van Potpourri VI. Die handhaving was bijzonder effectief gebleken door de drastische gevolgen van een schending: nietigheid van de akte in de verkeerde taal, ambtshalve uit te spreken door de rechter, zelfs wanneer partijen het niet vroegen of hun belangen niet geschaad waren. Schendingen van de taalwet konden nog worden gesanctioneerd als een procespartij daarom vroeg, wat bovendien moest gebeuren 'voor enig ander rechtsmiddel' en onder het aantonen dat haar belangen werd geschaad. De bepaling werd op 19 september 2019 door het Grondwettelijk Hof vernietigd waardoor de oorspronkelijke Taalwet Gerechtszaken terug van kracht werd.